# Dmitri Olegowitsch Zyptschenko
Dmitri Olegowitsch Zyptschenko (russisch Дмитрий Олегович Цыпченко; * 29. Juni 1999 in Woronesch) ist ein russischer Fußballspieler.

## Karriere

### Verein
Zyptschenko begann seine Karriere beim FK Fakel Woronesch. Im Januar 2015 wechselte er in die Jugend von Tschertanowo Moskau. Zur Saison 2016/17 rückte er in den Kader der ersten Mannschaft des Drittligisten. In seiner ersten Saison kam er zu 19 Einsätzen in der Perwenstwo PFL, in denen er zwei Tore erzielte. In der Saison 2017/18 absolvierte er 17 Partien, in denen er sieben Tore erzielte. Mit den Moskauern stieg er zu Saisonende in die Perwenstwo FNL auf. Anschließend gab er im Juli 2018 sein Zweitligadebüt. In seiner ersten Zweitligaspielzeit kam er zu 23 Einsätzen, in denen er vier Tore erzielte. In der COVID-bedingt abgebrochenen Saison 2019/20 spielte er 16 Mal und machte fünf Tore.
Zur Saison 2020/21 wechselte Zyptschenko innerhalb der Liga zu Krylja Sowetow Samara. Für Samara kam er in seiner ersten Saison zu 25 Zweitligaeinsätzen, mit dem Team stieg er zu Saisonende in die Premjer-Liga auf. Sein Debüt in der höchsten Spielklasse gab er dann im Juli 2021 gegen Spartak Moskau. In der Saison 2021/22 absolvierte der Angreifer 22 Partien.

### Nationalmannschaft
Zyptschenko spielte zwischen 2016 und 2018 insgesamt 23 Mal für russische Jugendnationalteams.